# Книга відгуків і пропозицій
Книга відгуків і пропозицій — книга встановленої форми, у яку споживачі могли записувати свої скарги, пропозиції, відгуки та зауваження. В минулому підприємства роздрібної торгівлі та заклади ресторанного господарства незалежно від форм власності були зобов'язані вести таку книгу. Ведення паперової книги скарг скасовано 6 жовтня 2020-го року.
Кабінет Міністрів України постановою від 6 березня 2019 р. № 168 скасував обов'язкове ведення книги відгуків і пропозицій.

## Історія
Підприємства повинні були розміщувати книгу видному і доступному місці в куточку споживача. В підприємствах роздрібної торгівлі, що мають відділи, книга ведеться в кожному відділі, а у закладах ресторанного господарства, які мають декілька залів обслуговування — в кожному залі обслуговування.
Книга передбачена постановою Кабінету Міністрів України від 15 червня 2006 N 833 «Про затвердження Порядку провадження торговельної діяльності та правил торговельного обслуговування на ринку споживчих товарів»:
| 10. Суб'єкти господарювання повинні забезпечити: … наявність на видному та доступному місці куточка покупця, в якому розміщується інформація про найменування власника або уповноваженого ним органу, книга відгуків та пропозицій, адреси і номери телефонів органів, що забезпечують захист прав споживачів; |
Ведення книги регулюється Інструкцією про Книгу відгуків і пропозицій на підприємствах роздрібної торгівлі та у закладах ресторанного господарства, затвердженою наказом Міністерства зовнішніх економічних зв'язків і торгівлі України від 24.06.96 N 349.
До 1996 на території України застосовувався наказ Міністерства торгівлі СРСР від 23.07.73 N 139 рос. «Об утверждении Инструкции о Книге жалоб и предложений в предприятиях торговли и общественного питания».
З 6 жовтня 2020 року книга скарг та пропозицій більше не є обов'язковою в Україні. Добровільне використання книги залишилось дозволеним, натомість було скасовано штрафи за її неправильне оформлення.